# Masamitsu Tsuchida
Masamitsu Tsuchida (土田 正光?, Tsuchida Masamitsu; Gifu, 1º agosto 1944 – 5 maggio 2023) è stato un giocatore di go giapponese.

## Biografia
Imparò il go fin da piccolo ed entrò nel 1957 nel dojo di Minoru Kitani. Nello stesso anno divenne anche insei della Nihon Ki-in. Superò l'esame da professionista nel 1961 affiliandosi alla sezione del Chubu Nihon Ki-in, raggiunse il grado massimo di 9° dan nel 1979.
In carriera non si è aggiudicato titoli ma ha raggiunto più volte le fasi finali dei tornei principali, ed è stato finalista al torneo Okan nel 1970 e nel 1987. È stato insignito di due premi dalla rivista KIDO, nel 1974 edizione per la maggiore serie di vittorie consecutive e nel 1992 per la maggiore percentuale di vittorie. Si è ritirato nel 2005 dalle competizioni attive pur continuando a insegnare. Tra i suoi allievi ci sono i professionisti Masaki Ogata, Hideki Matsuoka e Yoshika Mizuno.

## Titoli
| Nazionali                 | Nazionali | Nazionali      |
| Torneo                    | Vittorie  | Finalista      |
| ------------------------- | --------- | -------------- |
| Oteai (Seconda divisione) | 1 (1962)  |                |
| Okan                      |           | 2 (1970, 1987) |
| Totale                    | 1         | 2              |